# Vereinigung gegen mediale Gewalt
Die Vereinigung gegen mediale Gewalt (VGMG) wurde am 28. April 2009 in Bern (Schweiz) gegründet und im Sommer 2013 aufgelöst. Sie hatte ihren Sitz in Muri bei Bern und sah sich als gesamtschweizerischer Verein. Erste Co-Präsidenten seit der Gründung waren Ursula E.Brunner und Roland Näf.

## Tätigkeiten und Ziele
Hauptanliegen der VGMG war die Bekämpfung von Unterhaltungsmedien, insbesondere von Computerspielen, in denen erhebliche Gewaltdarstellungen vorkommen. Der Verein sah sich als politisch und religiös neutral und verfügte über Mitglieder aus verschiedenen politischen Parteien und gesellschaftlichen Richtungen. Wesentliche Ziele waren die Sensibilisierung der Öffentlichkeit und politischer Entscheidungsträger im Sinne der Vereinssicht, angeblich nötiger Schutz von Kindern und Jugendlichen, die Durchsetzung und weitere Verschärfung staatlicher Verbote, die Koordination der gesellschaftlichen Arbeit gegen mediale Gewalt, sowie die Zugangsvermittlung zu ausgewählten Forschungsergebnissen beim Thema Mediengewalt.
Der Verein behauptete einen ursächlichen Zusammenhang zwischen spektakulären Straftaten und „Killergames“ sowie Gewalt in anderen Medien. Eine Trennung zwischen den in Spielwelten vorherrschenden Wertvorstellungen und Handlungen einerseits und Werten und Handlungsweisen im realen Leben andererseits wurde abgelehnt; es wurde behauptet, Computerspiele mit amoralischen Handlungen und Wertesystemen lehrten diese auch für das wirkliche Leben. Außerdem behauptete der Verein, die betreffenden Spiele trainierten Handlungsmuster für reale Gewalttaten. Seine Verbotsziele waren daher gesamtgesellschaftlich, auch gegen erwachsene Nutzer solcher Medien, ausgerichtet; eine Beschränkung auf Jugendschutz wurde abgelehnt. Er verbreitete Studien, mit denen diese Ansichten bestätigt werden sollen.

## Vorfeldaktivitäten und Gründung
Hauptinitiator war der Berner SP-Kantonsrat und Lehrer Roland Näf. Dieser war schon vorher mit intensiven Bemühungen, Verbote gewalthaltiger Computerspiele auf Basis bestehender Gesetze durchzusetzen, in Erscheinung getreten. Hierbei handelte es sich um Strafanzeigen gegen Händler, welche die Spiele Stranglehold und Manhunt 2 vertrieben; die ersten Anzeigen endeten mit Freisprüchen gegen die Angeklagten, letztere mit Verfahrenseinstellung. Daher behaupteten die Initiatoren des Vereins, der bestehende Art. 135 des Schweizer Strafgesetzbuches reiche nicht aus.

## Aktionen und Vorstöße gegen gewalthaltige Medien
Zum Begriff der Motion in der Schweiz siehe Motion (Schweiz)

### Motion gegen gewalthaltige Medien in Strafanstalten, Kanton Bern
Im Jahre 2009 setzte die VGMG im Kanton Bern ein Verbot Gewalt darstellender Spiele und Filme in Erziehungs- und Strafanstalten durch und forderte die anderen Kantone auf, entsprechend zu handeln.

### Motion gegen gewalthaltige Computerspiele auf Bundesebene
Die SP-Politikerin und VGMG-Vorstandsmitglied Evi Allemann brachte auf Bundesebene eine Motion ein, welche die Schaffung eines verschärften Gesetzes gegen gewalthaltige Computerspiele forderte, das auch den Verkauf an erwachsene Nutzer unter Strafe stellt. Die Motion wurde am 3. Juni 2009 vom Nationalrat und am 18. März 2010 vom Ständerat angenommen. Damit war zwar noch kein Verbot eingeführt, aber ein entsprechender Gesetzesentwurf beauftragt.
Der Ständerat lehnte es am 23. September 2014 ab, der Initiative Folge zu geben. Dem Nationalrat empfahl die zuständige Kommission für Wissenschaft, Bildung und Kultur am 30. Oktober 2014 einstimmig, ebenfalls keine Folge zu geben.

## Verbindungen zum ehemaligen Verein zur Förderung der Psychologischen Menschenkenntnis (VPM)
Im Frühjahr 2010 wurde bekannt, dass unter den Gründungsmitgliedern der VGMG rund ein Dutzend Anhänger des früheren Vereins zur Förderung der Psychologischen Menschenkenntnis (VPM) waren. Diese Vereinigung war in der Vergangenheit wiederholt als autoritär und sektenartig kritisiert worden und hatte sich 2002 offiziell aufgelöst; viele frühere Mitglieder sind aber weiterhin aktiv. Die VGMG verlinkte in der Rubrik „bewährte Links“ Seiten aus dem Umfeld der ehemaligen Gruppierung und veröffentlichte auf ihrer Titelseite Texte VPM-naher Personen. Nach Bekanntwerden wurden laut Verein die betreffenden Personen zum Austritt aufgefordert und die betreffenden Links und Texte auf der Webseite gelöscht, um Nachteile für die Vereinsarbeit zu vermeiden.

## Kritik
Die VGMG traf konkret jene Kritik, die auch generell gegen Verbotsabsichten gegen „Killerspiele“ geäußert wird. Darin wird der VGMG eine illegitime Bevormundung erwachsener Spieler vorgeworfen; die Behauptungen schädlicher Wirkungen von gewalthaltigen Spielen seien nicht stichhaltig und rechtfertigten in keinem Fall Totalverbote.

## Inaktivität und Auflösung
Die Webseite der Vereinigung war seit dem Jahr 2013 nicht mehr abrufbar. Von den bekannten Exponenten tat sich seither auch niemand mehr medial hervor und sprach für die Vereinigung.
Im April 2014 äußerte Roland Näf gegenüber der Zeitung „Der Bund“, dass die Auflösung der Vereinigung bereits im Sommer 2013 verkündet, dies aber allgemein nicht wahrgenommen worden sei. Es sei nicht mehr gelungen, Leute zur Mitarbeit im Vorstand zu bewegen. Näf resümierte, dass „die Gewalt in Computergames von der Gesellschaft offenbar akzeptiert“ und „die Schweiz sich nie zu einer Einschränkung von Verkauf und Vertrieb von Computergames entschließen“ werde.